# موريس كوستيلو
موريس كوستيلو (بالإنجليزية: Maurice Costello)‏ مواليد 22 فبراير 1877 في بيتسبرغ - الوفاة 29 أكتوبر 1950 في هوليوود، الولايات المتحدة، هو ممثل ومخرج وكاتب سيناريو أمريكي بدأ مسيرته الفنية سنة 1905.

## الأعمال
- الغرور
- لمحات من القمر
- السيد سميث يذهب إلى واشنطن

## روابط خارجية
- موريس كوستيلو على موقع IMDb (الإنجليزية)
- موريس كوستيلو على موقع روتن توميتوز (الإنجليزية)
- موريس كوستيلو على موقع أول موفي (الإنجليزية)
- موريس كوستيلو على موقع قاعدة بيانات برودواي على الإنترنت (الإنجليزية)
- موريس كوستيلو على موقع قاعدة بيانات الأفلام السويدية (السويدية)
- موريس كوستيلو على موقع قاعدة بيانات الفيلم (الإنجليزية)
- موريس كوستيلو على موقع كينوبويسك (الروسية)